# Al-Diwaniyya
al-Diwaniyya (alternativa stavningar bland annat al-Diwaniyah och ad-Diwaniyah, arabiska الديوانية) är en stad i centrala Irak och är den administrativa huvudorten för provinsen al-Qadisiyya. Det finns inga officiella uppgifter från sen tid över stadens befolkning, men det distrikt som hör till staden hade en uppskattad folkmängd av 499 926 invånare 2009, på en yta av 1 212 km².